# Гремм, Вольф
Вольф Гремм (нем. Wolf Gremm; 26 февраля 1942, Фрайбург-им-Брайсгау — 14 июля 2015, Берлин) — немецкий кинорежиссёр

 и сценарист.

## Биография
В 1960-х годах Вольф Гремм изучал германистику, психологию, социологию и театральное искусство, позднее обучался режиссуре в Германской академии кино и телевидения в Берлине. В 1973 году Гремм снял свою дебютную ленту «Я думал, что я был мёртв» (Ich dachte, ich wäre tot). В 1970-е году Вольф Гремм выдвинулся в первые ряды представителей авторского кино. Гремм дружил с Райнером Вернером Фасбиндером и снял его в главной роли в своём художественном фильме «Камикадзе-89» (Kamikaze 1989). О своём друге Вольф Гремм снял также документальный фильм Rainer Werner Fassbinder — Das letzte Jahr. Международный успех Вольфу Гремму обеспечила снятая в 1980 году экранизация романа Эриха Кестнера «Фабиан» с Гансом Петером Хальваксом в заглавной роли. В 1973 году Гремм удостоился премии германских критиков.
Вольф Гремм был женат на кинопродюсере Регине Циглер. В 2010 году режиссёру был поставлен диагноз «рак кости», и Вольф Гремм умер от последствий онкологического заболевания.